# Aero Boero 260AG
L'Aero Boero 260AG est un monoplace de travail agricole, monoplan à aile basse et train classique fixe. Cet avion n’a aucun lien avec l’Aero Boero AB-260 malgré une désignation similaire.

## AG.235/260
Première version envisagée, dont le développement fut lancé en 1971. Un prototype prit l'air en 1973, mais le programme connut des difficultés diverses entraînant son abandon. Il semble avoir été relancé à la fin des années 1990.